# Ballade de Jim
Pistes de C'est comme vous voulez
Portbail Pays industriels
Ballade de Jim est une chanson d'Alain Souchon parue sur l'album C'est comme vous voulez en 1985, puis sortie en single en 1986. Elle est écrite et interprétée par Alain Souchon et sa musique signée Laurent Voulzy.

## Présentation
Cette chanson raconte l'histoire de Jimmy qui se retrouve perdu, qui pleure et se saoule dans sa voiture de marque Chrysler en buvant du gin. 
Sa vie passée avec cette fille lui revient en mémoire, notamment la force qu'elle lui donnait et l'envie d'avoir un enfant avec elle. Puis, au volant de sa voiture, il tente de se suicider en se jetant du haut d'une corniche.
La chanson se termine « dans l'air idéal […] d'une chambre d'hôpital », où il rencontre une infirmière apparaissant comme un ange.

## Analyse
À travers l’histoire de cet homme, Alain Souchon évoque un des drames de sa vie, alors qu’il n’avait que quatorze ans : la mort de son père Pierre Souchon, en 1959, dans un accident de voiture, de retour de vacances au ski.
Elle évoque également la mélancolie et la dépression qui peut conduire au suicide.

## Clip
Le clip de la chanson, réalisé par Philippe Bensoussan, est récompensé d'une Victoire de la musique.

## Classement
| Classement (1986) | Meilleure position |
| ----------------- | ------------------ |
| France (SNEP)     | 24                 |

## Reprises
- En 2007, la chanson a été reprise par les Enfoirés, sur l'album La Caravane des Enfoirés.
- En 2012, le duo de musique électronique Paradis la reprend[4].
- En 2014, Amandine Bourgeois l'a reprise sur son troisième album Au masculin.
- En 2017, Izia a repris cette chanson sur l'album hommage Souchon dans l'air[5].

## Dans la culture
Sacha Sperling cite cette chanson dans son roman Les cœurs en skaï mauve (2011), dont le nom du héros et l'intrigue s'inspirent de la chanson d'Alain Souchon.